# برهان اليحياوي
برهان اليحياوي صحفي ومدون تونسي من مواليد مدينة القصرين. عمل في راديو الشعانبي أف أم، وفي اذاعة قفصة والإذاعة الوطنية وساهم في اعداد وثائقيات للتلفزة الوطنية ولقناة الجنوبية التونسية ولقناة +canal الفرنسية اعتنت بالثقافة وطرحت مواضيع تتعلق بالإرهاب فترة ما بعد الثورة التونسية ثم عمل كمراسل في قناة المتوسط ولاذاعة «موزاييك» الإذاعة رقم 1 في تونس، عُرف بتقاريره عن ولاية القصرين والتهميش الذي تعانيه. كما برز عبر تغطيته للعمليات التي الإرهابية التي حدثت في الولاية، وهو ما كلفه الاعتداء بالعنف من قبل أحد أعون الأمن.

## مسيرته
بدأ برهان اليحياوي مسيرته المهنية في راديو الشعانبي أف أم الذي يغطي مدينة القصرين وأحوازها، حيث قام بإعداد وتقديم برنامج Pile ou face واستضاف في برنامج «لقاء خاص» جل السياسيين التونسيين والشخصيات الوطنية. كما برز في تغطية العملية الإرهابية التي إستهدفت منزل وزير الداخلية السابق لطفي بن جدو.
إلتحق برهان اليحياوي لاحقا بقناة المتوسط، وعمل بها كمراسل لولاية القصرين. لينقل عبرها معاناة أهالي الولاية من فقر وتهميش، بالإضافة إلى تغطيته للعمليات الإرهابية التي حدثت في المنطقة، التي تتميز بكثرة جبالها. وأثناء تغطيته للعملية الإرهابية بمنطقة بولعابة، تعرض برهان اليحياوي رفقة زملائه للاعتداء اللفظي والجسدي من قبل أحد الأمنين، وصلت حد رفع السلاح في وجهه، وإتهامه للإعلام بالتحريض على الإرهاب. وهو ما إدفع النقابة الوطنية للصحفيين التونسيين لإصدار بلاغ تندد فيه بهذه الممارسات، وتطالب بضرورة حماية الصحفيين.

## روابط خارجية
- مداخلة لبرهان اليحياوي عبر قناة الجزيرة